# Jarosław Wardęga
Jarosław Piotr Wardęga (ur. 11 maja 1964 w Zgorzelcu) – polski polityk, menedżer i dziennikarz, działacz opozycyjny w PRL.

## Życiorys
W 1983 ukończył Liceum Ogólnokształcące w Lubaniu. W kolejnych latach zaangażowany w ruch opozycyjny we Wrocławiu. Tam został członkiem Niezależnego Zrzeszenia Studentów oraz współzałożycielem Inicjatywy Walki Czynnej i Duszpasterstwa Akademickiego, a od 1987 członkiem i ogólnopolskim koordynatorem Pomarańczowej Alternatywy. Zajmował się kolportażem rozlicznych pism podziemnych oraz książek wydawanych przez „Kulturę” i Niezależnę Oficynę Wydawniczą NOWA. Został także najbliższym współpracownikiem Józefa Piniora. W 1987 członek założyciel Polskiej Partii Socjalistycznej, po rozłamie od 1988 w PPS-Rewolucji Demokratycznej. Poddawany różnym represjom, m.in. zatrzymany przez SB 4 lipca 1988 po proteście przeciwko procesom politycznym. Zajmował stanowisko emisariusza PPS-RD przy Rządzie RP na Uchodźstwie w Londynie oraz przy Partii Pracy, potem przez rok kierował biurem informacyjnym ugrupowania we Wrocławiu. Jego działalność opozycyjna została opisana m.in. w książce Wrocławskie zadymy, na potrzeby której przeprowadzono z nim jeden z wywiadów.
W 1989 zaangażowany w sprzeciw wobec wyborów 4 czerwca, od 1990 do 1993 kierował biurem prasowym Miejskiej Komisji Koordynacyjnej NSZZ „Solidarność”. Następnie związany z Bezpartyjnym Blokiem Wspierania Reform (od 1993 do 1997 szef biura poselskiego Zdzisława Pisarka), w wyborach w 1997 otwierał jeleniogórską listę okręgową Bloku dla Polski. Od 1997 do 2001 kierował dolnośląskimi strukturami Chrześcijańskiej Demokracji III RP. Był też członkiem zarządu krajowego tej partii. Pracował jako asystent prezesa spółki oraz specjalista marketingu i public relations w Ruch SA i KGHM Polska Miedź. W latach 2002–2005 zastępca pełnomocnika ds. integracji europejskiej Józefa Piniora przy Urzędzie Wojewódzkim we Wrocławiu, zaś od 2004 do 2009 – asystent Piniora w Parlamencie Europejskim. Z ramienia Socjaldemokracji Polskiej w 2005 kandydował do Senatu w okręgu nr 1 (zajął 12. miejsce na 16 kandydatów). W 2007 ponownie wystartował do izby wyższej, tym razem w okręgu nr 3 z ramienia KKW Lewica i Demokraci, zajmując 8. miejsce na 11 kandydatów.

## Sprawy sądowe
Został oskarżony o przyjmowanie łapówek razem z Józefem Piniorem w zamian za załatwienie korzystnych rozstrzygnięć administracyjnych. W marcu 2021 został prawomocnie skazany przez Sąd Okręgowy we Wrocławiu na 1,5 roku pozbawienia wolności. W sierpniu 2021 nieprawomocnie skazany w drugiej sprawie korupcyjnej na 5 lat bezwzględnego pozbawienia wolności.